# الساعه الفوق جينية
الساعة الفوق جينية (بالإنجليزية: Epigenetic clock)‏ هو مصطلح يستخدم لوصف الاختبار البيوكيميائي الذي يمكن استخدامه لقياس العمر. يعتمد الاختبار على مستويات مثيلة الحمض النووي.

## التاريخ
وقد عرفت التأثيرات القوية للعمر على مستويات مثيلة الحمض النووي منذ أواخر الستينات.وصفات واسعة تصف مجموعات من ثنائي النوكليوتيد CpG التي تربط مستويات مثيلة الحمض النووي مع العمر، على سبيل المثال أول دليل قوي على أن مستويات المثيلة للحمض النووي في اللعاب يمكن أن تولد تنبؤات دقيقة للعمر نُشرت من قبل فريق جامعة كاليفورنيا (لوس أنجلوس) بما في ذلك ستيف هورفاث في عام 2011 (Bocklandt et al 2011). نشرت مختبرات تري إيديكر وكانج تشانغ في جامعة كاليفورنيا في سان دييغو ساعة هانوم الفوق جينية (هانوم 2013)،والتي تتكون من 71 علامة تحدد بدقة العمر بناءً على مستويات مثيلية الدم. أول ساعة جينية متعددة الأنسجة، هي ساعة هورفاث الفوق جينية، طورها ستيف هورفاث، أستاذ علم الوراثة البشرية وعلم الإحصاء الحيوي في جامعة كاليفورنيا (هورفاث 2013).قضى هورفاث أكثر من 4 سنوات في جمع البيانات الخاصة بمثيلة الدنا المتاحة للجمهور وتحديد الطرق الإحصائية المناسبة. القصة الشخصية وراء الاكتشاف ظهرت في الطبيعة. طُور مقدار العمر باستخدام 8000 عينة من 82 مجموعة من صفات مجموعة مثيلة DNA المميتة، والتي تضم 51 نسيج ونمط خلوي سليم. يكمن الابتكار الرئيسي لساعة هورفاث الفوق جينية في قابليتها للتطبيق: المجموعة نفسها من ثنائي النوكليوتيد CpG ونفس خوارزمية التنبؤ تستخدم بغض النظر عن مصدر حمض نووي ريبوزي منقوص الأكسجين في الكائن الحي، أي أنها لا تتطلب أي تعديلات أو تعويضات. تسمح هذه الخاصية لشخص بمقارنة أعمار مناطق مختلفة من جسم الإنسان باستخدام نفس الساعة العجوز.

## العلاقة مع سبب الشيخوخة البيولوجية
لم يعرف بعد ما الذي يُقاس بالضبط بعمر مثيلة الحمض النووي. افترض هورفاث أن عمر مثيلة الحمض النووي يقيس التأثير التراكمي لنظام الصيانة الوراثي ولكن التفاصيل غير معروفة. حقيقة أن عمر الحمض النووي للمثيلة للدم يتنبأ بجميع أسباب الوفاة في الحياة اللاحقة يشير بقوة إلى أنه يرتبط بعملية تسبب الشيخوخة.ومع ذلك، فمن غير المرجح أن تكون ساعة ثنائي النوكليوتيد ذات 353 ساعة خاصة أو تلعب دورًا سببيًا مباشرًا في عملية الشيخوخة. بدلا من ذلك، يلتقط الساعة الفوق جينية خاصية طارئة لفوق جينوم.

### نظرية الساعة الفوق جينية للشيخوخة
اقترح كل من هورفاث وراج نظرية الساعة الفوق جينية للشيخوخة مع المعتقدات التالية:
- تؤدي نتائج الشيخوخة البيولوجية إلى نتائج غير مقصودة لكل من برامج التطوير وبرنامج الصيانة، حيث ينتج عن آثار الأقدام الجزيئية مقدرات سن الحامض النووي.
- الآليات الدقيقة التي تربط بين العمليات الجزيئية الفطرية (العمر الدناوي الكامن) إلى الانخفاض في وظيفة الأنسجة ربما ترتبط بالتغيرات داخل الخلايا (مما يؤدي إلى فقدان الهوية الخلوية) والتغيرات الطفيفة في تكوين الخلية، على سبيل المثال، الخلايا الجذعية الجسدية العاملة بشكل كامل .
- على المستوى الجزيئي، عمر DNAm هو قراءات قريبة لمجموعة من عمليات الشيخوخة الفطرية التي تتآمر مع غيرها من الأسباب الجذرية المستقلة للشيخوخة على حساب وظيفة الأنسجة.